# 노아
| 아담의 계보    | 아담의 계보 |
| 셋의 계보      | 카인의 계보 |
| -------------- | ----------- |
| 셋             | 카인        |
| 에노스         | 에녹        |
| 게난           | 이랏        |
| 마하랄렐       | 므후야엘    |
| 야렛           | 므두사엘    |
| 에녹           | 라멕        |
| 므두셀라       | --          |
| 라멕           | --          |
| 노아           | --          |
| 셈 · 함 · 야벳 | --          |

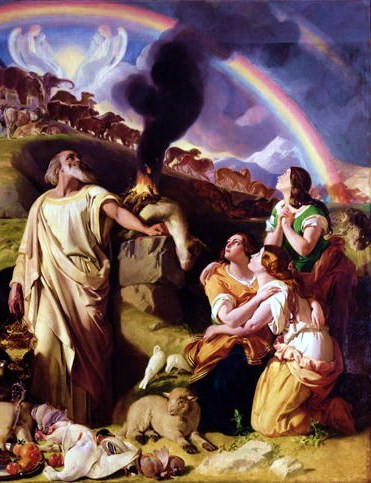
노아의 제사

노아(히브리어: נֹ֖חַ 노앟, 영어: Noah)는 구약성경 창세기의 홍수(성경 연대기상 BC 3043경, BC 2853경, BC 2455경)이야기(창세기 6:5-17)에 나오는 인물이다. 구약성경 창세기 4장과 5장에 따르면, 노아는 아담과 하와의 셋째 아들인 셋의 후손이다. 그리고 노아의 아들은 셈 · 함 · 야벳 등 3명이다. 노아와 그의 아들들은 아담과 하와처럼 인류의 새로운 조상으로 해석되어지기도 하는데, 홍수 이야기의 역사성을 떠나서 과학적 관점에서는 현대인(호모 사피엔스)은 약 30만 년 전에 지구에 처음 등장했으며, 네안데르탈인과 데니소바인과 같이 현대인과 교배한 인류 종들과 현대인의 공통 조상인 호모 에렉투스는 약 200만 년 전에 등장했다.

## 생애

### 아담의 후예
아담─셋─에노스─게난(카이난)─마할랄렐─야렛─에녹-므두셀라─ 라멕(아버지)으로 이어지는데, 구약성경 창세기 5장에 의하면 그는 아담의 9대손이다.
아담은 백삼십 세에 자기의 모양 곧 자기의 형상과 같은 아들을 낳아 이름을 셋이라 하였고, 아담은 셋을 낳은 후 팔백 년을 지내며 자녀들을 낳았으며 그는 구백삼십 세를 살고 죽었더라. 셋은 백오 세에 에노스를 낳았고 에노스를 낳은 후 팔백칠 년을 지내며 자녀들을 낳았으며 그는 구백십이 세를 살고 죽었더라
에노스는 구십 세에 게난을 낳았고 게난을 낳은 후 팔백십오 년을 지내며 자녀들을 낳았으며 그는 구백오 세를 살고 죽었더라 게난은 칠십 세에 마할랄렐을 낳았고 마할랄렐을 낳은 후 팔백사십 년을 지내며 자녀들을 낳았으며
그는 구백십 세를 살고 죽었더라 마할랄렐은 육십오 세에 야렛을 낳았고 야렛을 낳은 후 팔백삼십 년을 지내며 자녀를 낳았으며 그는 팔백구십오 세를 살고 죽었더라
야렛은 백육십이 세에 에녹을 낳았고 에녹을 낳은 후 팔백 년을 지내며 자녀들을 낳았으며 그는 구백육십이 세를 살고 죽었더라
에녹은 육십오 세에 므두셀라를 낳았고
므두셀라를 낳은 후 삼백 년을 하나님과 동행하며 자녀들을 낳았으며 그는 삼백육십오 세를 살았더라
에녹이 하나님과 동행하더니 하나님이 그를 데려가시므로 세상에 있지 아니하였더라
므두셀라는 백팔십칠 세에 라멕을 낳았고 라멕을 낳은 후 칠백팔십이 년을 지내며 자녀를 낳았으며
그는 구백육십구 세를 살고 죽었더라 라멕은 백팔십이 세에 아들을 낳고
이름을 노아라 하여 이르되 여호와께서 땅을 저주하시므로 수고롭게 일하는 우리를 이 아들이 안위하리라 하였더라
라멕은 노아를 낳은 후 오백구십오 년을 지내며 자녀들을 낳았으며
그는 칠백칠십칠 세를 살고 죽었더라 노아는 오백 세 된 후에 셈과 함과 야벳을 낳았더라 

창세기 5장 3~25절

그밖에 노아는 라멕의 아들이 아니며, 노아의 아내가 천사 혹은 다른 이방인에게서 얻은 아들이라는 전설도 있다. 이는 나그함마디 등에서 발견된 외경 중 2000년대 이후 에녹서에 대한 판독, 해석문에서도 ' 나의 아들 라멕에게 한 아들이 태어났는데 그의 모습은 아무도 닮은 이가 없고 그의 자태는 사람과 같지 않으며, 그의 살색은 눈보다 희고 장미보다 붉다고 한다. 그의 머리털은 흰 양털보다 더 희고 그의 눈동자는 햇빛과 같아서 그가 눈을 뜨면 온 집안이 환해진다'고 하여 노아의 아버지 라멕이 이와 같은 의심을 했다는 언급이 간략하게 나타난다.

### 방주와 대홍수
우상숭배와 죄악, 타락이 만연하자 야훼는 죄악이 만연한 세상에 경고하였으나 듣지 않자, 홍수로 심판할 것을 계획하고 경고하였다. 야훼는 노아에게 홍수심판계획을 알리며 방주를 만들라고 하였다. 또한 노아에게 대홍수와 재앙이 다가올 것을 사람들에게 예언하라고 알려주었다. 그러나 사람들은 노아가 말하는 대 재앙의 예언을 모두 무시하고 흥청망청 세월을 보냈다.
언제 홍수가 닥칠 것인지 정확히 예언할 수 없었으나 노아는 100여 년 이상 방주를 만들고 동물들과 자신들의 가족들을 태워서 백오십일간의 홍수에서 구원받았으나, 그의 말을 무시하던 사람들은 모두 물에 빠져 죽고 말았다. 이때 노아의 내외와 아들 셈 · 함 · 야벳의 3명의 내외을 비롯한 딸들과 사위들 등이었다.
40일 째에 비둘기 한마리를 밖에 내보내니 바로 돌아왔고, 그로부터 며칠 시간이 흐른 뒤에 비둘기를 내보내니 시간이 경과한 뒤에 되돌아왔고, 백일 또는 백오십 일이 경과한 뒤에 비둘기를 내보내자 돌아오지 않았다. 방주의 문을 열고 밖을 내다본 노아는 홍수가 물러갔음을 확인하고 방주에서 가족들과 동물들을 데리고 나왔다. 다른 전승으로는 노아와 일가족과 동물들을 각 한쌍~여러 쌍을 실은 방주를 타고 높은 산 지대의 동굴에서 피난하며 홍수가 물러가기를 기다렸다가 나왔다고도 한다.
성경의 창세기에는 노아가 방주를 만든 기간이 나타나있지는 않으나, 유대와 희랍 전승과 유대교의 랍비들에 의하면 노아는 100년에서 120년의 기간 동안 방주를 만들었다고 한다.

### 홍수 이후
세 아들 중 셈 · 함 · 야벳 중 함은 그의 이름에서 유래한 함 족의 시조이고, 그의 장남은 함 족이 되었으며, 함의 다른 아들 가나안은 가나안 족의 시조로, 함은 함 족과 가나안 족, 두 부족의 선조가 된다.
그런데 농사철 중 술에 취해 벌거벗은 그를 발견한 함이 형제들에게 알려서 옷을 가져다가 부친의 하체를 가렸으나, 이를 부끄러워 한 노아가 역으로 자신을 최초로 발견한 아들을 찾아내 저주를 했다고 한다. 이는 구약 성경에도 등장한다.
노아의 이 세 아들로부터 사람들이 온 땅에 퍼지니라

노아가 농사를 시작하여 포도나무를 심었더니 

포도주를 마시고 취하여 그 장막 안에서 벌거벗은지라 

가나안의 아버지 함이 그의 아버지의 하체를 보고 밖으로 나가서 그의 두 형제에게 알리매

셈과 야벳이 옷을 가져다가 자기들의 어깨에 메고 뒷걸음쳐 들어가서 그들의 아버지의 하체를 덮었으며 그들이 얼굴을 돌이키고 그들의 아버지의 하체를 보지 아니하였더라

노아가 술이 깨어 그의 작은 아들이 자기에게 행한 일을 알고

이에 이르되 가나안은 저주를 받아 그의 형제의 종들의 종이 되기를 원하노라 하고

또 이르되 셈의 하나님 여호와를 찬송하리로다 가나안은 셈의 종이 되고

하나님이 야벳을 창대하게 하사 셈의 장막에 거하게 하시고 가나안은 그의 종이 되게 하시기를 원하노라 하였더라 

 창세기 9장 19~27절

이스라엘과 아랍의 전설에 의하면 홍수 후에 그는 300여년 이상을 더 살았고, 사망할 때의 나이는 향년 900세 설과 950세 설, 1천 세 정도까지 살다가 사망했다는 설이 있다. 창세기 6장에는 구백오십 세가 되어 죽었다고 하고, 이슬람교의 쿠란의하면 1천 세라 한다.

## 성경속의 노아
구약 성경에 따르면, 야훼는 죄악이 만연한 세상을 한탄하며, 물로 심판하고자 올바른 사람인 노아에게 홍수심판계획을 알려 방주를 만들라고 하였다. 노아는 100년 이상 방주를 만들고 동물들과 자신들의 가족들을 태워서 364일간의 홍수에서 구원받았으나, 밖에 있던 모든 창조물들은 물에 빠져 죽고 말았다.
방주는 물이 빠지는날 아라라트산 등마루에 머물렀다. 노아는 물이 얼마나 빠졌는지 알기 위해서 까마귀와 비둘기를 보내서 확인했는데, 올리브 이파리를 물고 있는 것을 보고 뭍에 나왔다. 가족과 동물들이 방주에서 나온 후, 노아는 하나님께 제사를 드렸는데, 제사를 받은 하느님은 복을 주면서 번성하라고 하였다. 그리고 무지개를 다시는 물로 심판하지 않겠다는 언약의 징표로 주었다.
후에 그리스도는 임박한 종말을 설교하면서 노아때의 일을 생각하라고 하였다.(마태오 24:37) "옛날에 노아가 방주를 만들었을 때 하느님께서 오래 참고 기다리셨지만 끝내 순종하지 않던 자들"(베드로의 첫째 편지 3:20)처럼 종말의 때에도 사람들이 그럴 것이라고 하였다.

## 각 종교별 노아에 대한 시각

### 유대교의 노아
노아의 정직은 랍비들 사이에 의논이 되는 사항이다. 노아를 "그 세대에서의 도덕적인 올바름"이라 하는 묘사는 그의 완벽함이 단지 상대적이라는 것을 함축하였다 - 그 예로 그들은 아브라함이 소돔과 고모라를 위하여 빌었던 것과 비교하여, 노아는 홍수가 터지기 전에 야훼께 기도드리지 않았다는 걸 지적하였다. 노아는 야훼께 말씀을 드리지 않고, 단지 야훼의 말씀을 듣고 명령을 따랐을 뿐이다.
이 사항은 이웃을 무시하고 자신의 편함을 지킨 노아의 제사를 "모피 옷을 입은 남자"로 주석하고 있다. 그러나 이와 반대로 중세의 주석자 라시(Rashi)는 방주를 짓는 데 120년 이상의 세월이 걸렸으며, 신중히 악인들에게 후회하는 시간을 주었다고 반대하고 있다. 그는 그의 아버지의 서술문에 나온 노아의 이름을 "이것은 야훼가 저주내린 땅으로부터 우리 일과 우리 손의 쓰라림에서 편하게 해줄 수 있는 것"으로 해석하였다.

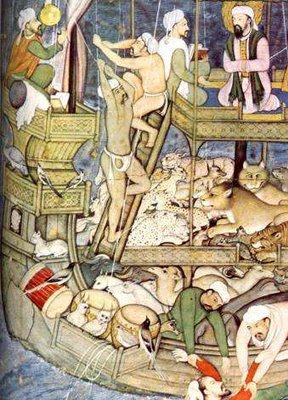
이슬람교의 노아

### 이슬람교의 노아
코란에서는 총 28개의 수라("장")에서 노아를 총 43회 언급하고 있다. 주로 수라 11(후드의 장)과 수라 71(누의 장)에 언급되어 있다. 수라 11은 대체적으로 홍수 이야기를 담고 있다. 28개의 절로 이루어진 수라 71에는, 사람들에게 큰 벌이 내려지기 전에 먼저 경고하라고 알라가 노아에게 명하였고, 이에 노아는 우상숭배를 하고 있던 동시대인들에게 알라의 일신교에 대해 밤낮으로 설교했으나 사람들은 노아의 설교를 비웃을 뿐이었으며, 그러자 노아는 사람들의 마음이 굳어져 있어 회개하려고 하지 않는다고 알라에게 어려움을 토로하였다는 내용이 담겨있다.
코란에 따르면 노아는 총 1,000년을 살았고, 홍수가 일어났을 때에는 그의 나이는 950세였다. 그러나 노아가 만취한 것과 그의 아들들에 대한 이야기는 나와있지 않다.
시아파 교도들은 노아가 이라크 나자프에 있는 이맘 알리 모스크 안에 알리의 옆에 안장되었다고 믿고 있다.

### 기독교의 노아
누가복음서 17장 26절에서는 노아의 홍수를 다가오는 심판의 날과 동등하게 다루고 있다 - "노아의 날과 같이, 인자가 올 날도 올것이라". 베드로후서 2장 5절에서는 노아를 "정직함의 설교자"로 불렀고, 베드로의 첫째 편지에서는 방주와 함께 생명을 건짐을 세례의 힘을 구함과 동등하게 다루었다. 후기의 기독교인들은 방주는 교회를 예표하는 것으로 생각하였다 - 구원은 그리스도와 그의 십자가 복음 안에서만 찾을 수 있으며, 노아 때는 방주 안에서만 찾을 수 있었다.

## 신학적 해석
성서에 의하면 인류와 맺은 하나님의 언약은 첫째 인류의 시조로 기록된 아담-하와와 맺은 언약, 둘째는 노아 언약이다. 그 이후 아브라함과 맺은 셋째 언약은 유대교-기독교-이슬람교의 조상과 맺는 언약이다. (언약이라는 의미는 구전으로 내려온 것이라는 표현이기도 하다.)
노아언약의 내용은 창세기 9:1-15에 기록되어 있다.
중세 기독교에서는 노아의 세 아들이 세 대륙의 사람들의 선조로 여겨졌다. 장남인 셈은 아시아인, 차남인 함은 아프리카인, 삼남인 야벳은 유럽인의 선조인 것으로 해석되었다. 이와 다른 소수의 견해로, 노아의 세 아들을 각각 성직자(셈), 농민(함), 전사(야벳)로 해석하는 견해가 있었다. 세 아들을 각각의 인종으로 분류하는 방식을 두고서 현대에 와서는 인종차별적 해석이라고 비판받기는 하지만, 이 해석은 인류의 기원과 퍼져나간 방식을 연구하는 통시적인 해석방법일뿐 인종차별적 해석이라는 비판은 옳바르지 않다. 세 아들의 인종적 분류해석방식은 주로 기독교근본주의, 복음주의, 성경신자 진영에서 오랫동안 해석되고 전해져온 전통적인 해석방법이다.

## 같이 보기
- 창조주의
- 창세기
- 대홍수
- 노아의 방주
- 노아 (영화) (2014년 상반기 개봉작)
- 노아의 세대